# Leviathan (gênero)
Leviathan é o nome de dois gêneros descritos na zoologia. O primeiro foi descrito por Kock, em 1841, como Levathan e posteriormente emendado para Leviathan pelo mesmo autor em 1843. O segundo foi descrito por Lambert e colaboradores em 2010.
Pelas regras do código internacional de nomenclatura zoológica, a homonímia não é permitida, sendo o segundo gênero homônimo considerado inválido.